# Radnička borba
Radnička borba bila je politička organizacija koja se zalagala za ukidanje kapitalizma i uspostavu socijalističkog društva. Po svom političkom programu i ciljevima pripada tradiciji marksističkog pokreta, s posebnim naglaskom na političku misao Lava Trockog, Rose Luxemburg i Antonia Gramscia.

## Povijest
Radnička borba je osnovana u kolovozu 2007. godine u Zagrebu. U svojim počecima djelovala je u sklopu Socijalističke radničke partije Hrvatske (SRP) i SRP-ovog političkog podmlatka, Mladih socijalista Hrvatske (SO). Dio članova Radničke borbe je za to vrijeme sudjelovao u svakodnevnim aktivnostima SO-a, iako je Radnička borba bila otvorena i prema nečlanovima SO-a, a tijekom 2008. godine je po broju članova nadrasla SO.
Jedna od poznatijih akcija grupe bilo je bacanje prosvjednih letaka naslovljenih "Dolje s političkom elitom" u hrvatskom saboru 2009. godine.
Druga akcija kojom su privukli pozornost medija bilo je zalijevanje središnjice HDZ-a u Zagrebu te sjedišta karlovačkog ogranka stranke crvenom bojom za vrijeme velikih prosvjeda 2011. godine.

## Program
Temeljni cilj Radničke borbe bio je ukidanje kapitalizma i uspostava socijalističkog društva utemeljenog na neposrednoj demokraciji i vlasti radničkih savjeta. Članovi organizacije smatrali su da najveći problemi današnjice, kao što su siromaštvo, ratovi, ekološki problemi te rodna, seksualna, rasna, nacionalna i vjerska diskriminacija proizlaze u osnovi iz kapitalističkog načina proizvodnje i društvenog uređenja uvjetovanog kapitalizmom.
Držalo se do stava da se ukidanje kapitalizma može postići jedino revolucijom, a ne postepenim promjenama (reformama) u okviru kapitalističkog sustava. Suština revolucije identificira se u oduzimanju sredstava za proizvodnju kapitalistima i njihovoj predaji na upravljanje radničkim savjetima.
Jedan od temeljnih principa Radničke borbe je proleterski internacionalizam, koji se, kao ideja, sastoji od sljedećih odrednica:
- Jedinstvo radnika svih zemalja i potreba njihovog organiziranja i povezivanja
- Nužnost svjetske revolucije
- Nužnost izgradnje internacionalnog socijalizma

Temeljni princip Radničke borbe u bavljenju nacionalnim pitanjem jest pravo naroda na samoodređenje koje uključuje sljedeće:
- Pravo na odcjepljenje od države u kojoj se trenutno nalazi
- Pravo na uspostavu nezavisne države na teritoriju kojega nastanjuje
- Pravo na punu suverenost nad prirodnim i društvenim resursima novonastale države
- Pravo na slobodan razvoj

Ta prava su ograničena uvjetom da je na tom teritoriju narod uvjerljivo većinski, da je to volja većine stanovništva koje tamo živi, da time ne ugrožava prava drugih naroda i da ista prava priznaje i primjenjuje na ostale narode.
Radnička borba priznaje nužnost proleterskih revolucija u 20. stoljeću, ali se kritički odnosi prema pokušajima stvaranja socijalističkih društava koja su iz njih proizašla (npr. SSSR, Kina i sl.). Takva društva smatra birokratski degeneriranima i obilježenima jednopartijskom diktaturom.

## Internacionalna suradnja
Radnička borba ima status stalnog promatrača unutar Četvrte internacionale.

## Vanjske poveznice
- Radnička borba - službene stranice